# SK Lebeke-Aalst (vrouwen)
SK Lebeke-Aalst is een Belgische voetbalclub uit Lebeke, die ook een damesafdeling had. De vrouwenploeg was een onderdeel van SK Lebeke-Aalst, dat bij de KBVB is aangesloten met stamnummer 4262 en oranje, blauw en wit als kleuren heeft. De vrouwenploeg werd eenmaal landskampioen.

## Geschiedenis
De vrouwenploeg ontstond binnen de club SK Aalst uit Aalst, dat bij de Belgische Voetbalbond was aangesloten met stamnummer 4262. De herenploeg speelde in de provinciale reeksen.
De vrouwenploeg verscheen in 1992/93 voor het eerst in de nationale reeksen, in Tweede Klasse, toen het laagste nationaal niveau in het Belgische damesvoetbal. De ploeg speelde er meteen mee in de middenmoot. Op het eind van de jaren 90 maakte SK Aalst opgang. In 1997 behaalde het een tweede plaats in zijn reeks, wat men herhaalde in 1998 en 1999. Na drie tweede plaatsen was het in 2000 uiteindelijk wel raak voor de ploeg. SK Aalst won zijn reeks in de Tweede Klasse en stootte zo voor het eerst door naar Eerste Klasse.
Ook op het hoogste niveau speelde men vlot mee in de middenmoot. In 2002 fusioneerde SK Aalst met Sporting Lebeke uit Lebeke, dat bij de Belgische Voetbalbond was aangesloten met stamnummer 8875. De fusieclub werd SK Lebeke-Aalst genoemd en speelde verder met stamnummer 4262. Ook de vrouwenploeg speelde verder in Eerste Klasse als SK Lebeke-Aalst. Onder die naam kende men 2002/03 meteen het grootste succes uit de clubgeschiedenis: SK Lebeke-Aalst werd landskampioen.
Lebeke-Aalst mocht naar de UEFA Women's Cup 2003/04, maar trok zich daar terug uit competitie. Ook in de nationale competitie ging het bergaf. Een seizoen na de landstitel beëindigde men de competitie afgetekend op de allerlaatste plaats, na een seizoen met slechts één competitiezege. De ploeg had een recordaantal van 225 tegendoelpunten geïncasseerd. In 2004 zakte de ploeg zo terug naar Tweede Klasse, na vier jaar op het hoogste niveau, waarin men één landstitel had behaald. Lebeke-Aalst bleef nog drie jaar in de middenmoot in Tweede Klasse, maar de damesploeg trok zich daar na 2006/07 terug uit competitie en staakte uiteindelijk de activiteiten.

## Erelijst
Belgisch landskampioen
winnaar (1): 2002/03